# Leandro di Porzia
Leandro di Porzia (ur. 22 grudnia 1673 w Porcii, zm. 10 czerwca 1740 w Rzymie) – włoski duchowny katolicki, kardynał, biskup Bergamo, benedyktyn.

## Życiorys
Pochodził z arystokratycznego rodu. W 1693 wstąpił do zakonu benedyktynów. Święcenia kapłańskie przyjął 22 grudnia 1696. 12 kwietnia 1728 został wybrany biskupem Bergamo. 2 maja 1728 przyjął sakrę z rąk papieża Benedykta XIII (współkonsekratorami byli arcybiskup Francesco Scipione Maria Borghese i biskup Nicola Saverio Santamaria). 18 listopada 1730 zrezygnował z kierowania diecezją.
30 kwietnia 1728 Benedykt XIII wyniósł go do godności kardynalskiej. Wziął udział w konklawe wybierających Klemensa XII. Z powodu choroby po trzech miesiącach obrad opuścił półroczne konklawe, które później wybrało Benedykta XIV. Miesiąc później zmarł (dwa miesiące przed końcem konklawe).
W latach 1736–1737 był kamerlingiem Świętego Kolegium Kardynałów. Od stycznia 1740 do śmierci pełnił funkcję prefekta Świętej Kongregacji Indeksu.